# Садиярви
Садиярви — озеро на территории Крошнозерского сельского поселения Пряжинского района Республики Карелии.

## Общие сведения
Площадь озера — 0,6 км². Располагается на высоте 159,3 метров над уровнем моря.
Форма озера лопастная. Берега сильно изрезанные, каменисто-песчаные, преимущественно возвышенные.
Через озеро протекает ручей, вытекающий из озера Габаново и впадающий в Топозеро, откуда берёт начало река Топозерка, которая, протекая озеро Нурдасъярви, впадает в Матчозеро, откуда уже вытекает река Меллич, впадающая в Сигозеро, откуда вытекает протока, впадающая в Утозеро, являющееся истоком реки Олонки.
Населённые пункты возле озера отсутствуют. Ближайший — деревня Каскеснаволок — расположен в 4,5 км к северо-востоку от озера.
Код объекта в государственном водном реестре — 01040300211102000014749.